# Liste italienischer Jagdflieger im Zweiten Weltkrieg
In der Liste italienischer Jagdflieger im Zweiten Weltkrieg sind Jagdpiloten der italienischen Luftstreitkräfte Regia Aeronautica aufgeführt, nach dem 8. September 1943 aufgeteilt in die auf der Seite der Alliierten operierende Aeronautica Cobelligerante Italiana und die auf Seiten der Deutschen kämpfende Aeronautica Nazionale Repubblicana, die mindestens 15 Abschüsse erzielt hatten.

## Übersicht
Die Tabelle enthält die italienischen Flieger ab 15 bestätigten Abschüssen mit
- Name
- Luftstreitkraft
- Dienstgrad
- Zahl der bestätigten Luftsiege
- Auszeichnungen
- Einheit
- Todesdatum (†)

Anmerkung: Die Liste ist sortierbar: Durch Anklicken eines Spaltenkopfes wird die Liste nach dieser Spalte sortiert, zweimaliges Anklicken kehrt die Sortierung um.
| Name                   | Bild | Luftstreitkraft                                        | Rang               | L       | Auszeichn.                    | Einheit/Squadron No. | †          |
| ---------------------- | ---- | ------------------------------------------------------ | ------------------ | ------- | ----------------------------- | -------------------- | ---------- |
| Franco Lucchini        |      | Regia Aeronautica                                      | Capitano           | 26      | Tapferkeitsmedaille in Gold   | 4º Stormo            | 05.07.1943 |
| Adriano Visconti       |      | Regia Aeronautica, Aeronautica Nazionale Repubblicana  | Maggiore           | 26      | Tapferkeitsmedaille in Silber | 50º Stormo           | 29.04.1945 |
| Ugo Drago              |      | Regia Aeronautica, Aeronautica Nazionale Repubblicana  | Capitano           | 25 (17) | Ritterkreuz                   | 2º Gruppo caccia     | 22.04.2007 |
| Teresio Martinoli      |      | Regia Aeronautica, Aeronautica Cobelligerante Italiana | Sergente Maggiore  | 22      | Tapferkeitsmedaille in Gold   | 4º Stormo            | 25.08.1944 |
| Leonardo Ferrulli      |      | Regia Aeronautica                                      | Sottotenente       | 22      |                               | 4º Stormo            | 05.07.1943 |
| Franco Bordoni-Bisleri |      | Regia Aeronautica                                      | Tenente            | 19      |                               | 3º Stormo            | 15.09.1975 |
| Luigi Gorrini          |      | Regia Aeronautica, Aeronautica Nazionale Repubblicana  | Sergente           | 19      |                               | 3º Stormo            | 08.11.2014 |
| Furio Lauri            |      | Regia Aeronautica, Aeronautica Cobelligerante Italiana | Tenente            | 18      |                               |                      | 02.10.2002 |
| Mario Bonzano          |      | Regia Aeronautica, Aeronautica Nazionale Repubblicana  | Colonnello         | 17      | Militärorden von Savoyen      |                      | 1975       |
| Mario Visintini        |      | Regia Aeronautica                                      | Capitano           | 17      | Militärorden von Savoyen      | 412ª Squadriglia     | 11.02.1941 |
| Duilio Sergio Fanali   |      | Regia Aeronautica, Aeronautica Cobelligerante Italiana | Tenente Colonnello | 15      |                               | 51º Stormo           | 27.08.1987 |

Nachstehend eine unvollständige Liste der italienischen Asse unter 15 Abschüssen:
| - Luigi Giannella 14 - Brunetto di Montegnacco 14 - Mario Bellagambi 13 - Germano La Ferla 13 - Vittorio Minguzzi 13 - Guido Presel 13 - Luigi Baron 12 - Giovanni Dell’Innocenti 12 - Attilio Sanson 12 - Claudio Solaro 12 - Adriano Mantelli 11 (+2, +1, +1) - Gianlino Baschirotto 11 - Carlo Magnaghi 11 - Vasco Magrini 11 - Willy Malagola 11 - Angelo Mastroagostino 11 - Carlo Romagnoli 11 - Carlo Maurizio Ruspoli di Poggio Suasa 11 - Pietro Serini 11 - Giorgio Solaroli di Briona 11 - Ennio Tarantola 11 - Mario Veronesi 11 - Amedeo Benati 10 - Fernando Malvezzi 10 - Guido Nobili 10 - Giulio Reiner 10 - Giuseppe Roberto 10 - Massimo Salvatore 10 - Giulio Torresi 10 - Emanuele Annoni 9 - Giovanni Barcaro 9 - Giuseppe Cenni 9 - Guido Fibbia 9 - Walter Omiccioli 9 - Ferruccio Serafini 9 - Natalino Stabile 9 - Andrea Zotti 9 - Giuseppe Biron 8 - Giovanni Bonet 8 - Ernesto Botto 8 - Antonio Camaioni 8 - Antonio Longhin 8 - Orfeo Mazzitelli 8 - Aroldo Soffritti 8 - Carlo Ronconi 8 - Raffaele Valenzano 8 - Tito Valtancoli 8 - Ranieri Piccolomini Clementini Adami 7 - Bruno Biagini 7 - Carlo Canella 7 - Antonio Canfora 7 - Vittorino Daffara 7 - Fausto Filippi 7 - Luigi Filippi 7 - Dino Forlani 7 - Ettore Foschini 7 - Roberto Gaucci 7 - Filippo Guarnaccia 7 - Orlando Mandolini 7 - Carlo Miani 7 - Clizio Nioi 7 - Giuseppe Oblach 7 - Antonio Larsimont Pergameni 7 - Vincenzo Sant’Andrea 7 - Angelo Savini 7 - Enzo Lombardo Schiappacasse 7 - Virgilio Vanzan 7 - Osvaldo Bartolacchini 6 - Osvaldo Bartolozzi 6 - Livio Bassi 6 - Pietro Bonfatti 6 - Aldo Buvoli 6 - Agostino Calentano 6 - Cesare Di Bert 6 - Armando François 6 - Amedeo Guidi 6 | - Domenico Laiolo 6 - Felice Longhi 6 - Giuseppe Manconcini 6 - Mario Mecatti 6 - Amleto Monterumici 6 - Giuseppe Mottet 6 - Furio Niclot Doglio 6 - Luciano Perdoni 6 - Alvaro Querci 6 - Diego Rodoz 6 - Giuseppe Ruzzin 6 - Pier Giuseppe Scarpetta 6 - Ricardo Emo Seidl 6 - Alberto Spigaglia 6 - Giorgio Tugnoli 6 - Alberto Veronese 6 - Paolo Arcangeletti 5 - Giuseppe Aurili 5 - Loris Baldi 5 - Luigi Bandini 5 - Giuseppe Baylon 5 - Duilio Bernardi 5 - Lucio Biagini 5 - Manfredo Bianchi 5 - Pietro Bianchi 5 - Alessandro Bladelli 5 - Egidio Buogo 5 - Gilberto Caselli 5 - Evasio Cavalli 5 - Guglielmo Chiarini 5 - Tullio Covre 5 - Carlo Cucchi 5 - Francesco Cuscuana 5 - Rinaldo Damiani 5 - Enrico Degli Incerti 5 - Domenico Facchini 5 - Giuseppe Farazzani 5 - Giuliano Fissore 5 - Fausto Fornaci 5 - Iacopo Frigerio 5 - Antonio Giardina 5 - Eber Giudice 5 - Giorgio Graffer 5 - Mario Guerci 5 - Luigi Iellici 5 - Eugenio Leotta 5 - Luigi Mariotti 5 - Sergio Maurer 5 - Mario Melis 5 - Elio Miotto 5 - Fiorenzo Milella 5 - Gianfranco Montagnani 5 - Luigi Monti 5 - Enrico Moretto 5 - Luigi Morosi 5 - Raffaello Novelli 5 - Dante Ocarso 5 - Enzo Omiccioli 5 - Antonio Palazzeschi 5 - Francesco Pecchiari 5 - Constantino Petrosellini 5 - Mario Pinna 5 - Mario Pluda 5 - Giorgio Pocek 5 - Aldo Remondino 5 - Corrado Ricci 5 - Riccardo Roveda 5 - Giovanni Sajeva 5 - Carlo Seganti 5 - Olindo Simionato 5 - Vittorio Squarcia 5 - Annibale Sterzi 5 - Renato Talamini 5 - Arrigo Tessari 5 - Luigi Torchio 5 - Celso Zemella 5 - Nicola Zotti 5 |
| | |